# Öskü
Öskü je vas na Madžarskem, ki upravno spada pod podregijo Várpalotai Županije Veszprém.